# Лебединцев, Даниил Гаврилович
Даниил Гаврилович Лебединцев (1821—1897) — член Главного военно-кодификационного комитета Военного совета Российской империи; тайный советник; археолог.

## Биография
Родился 17 (29) декабря 1821 года в селе Зелёная Диброва Звенигородский уезд Киевской губернии в семье сельского священника, у которого было 9 детей: 4 сына и 5 дочерей.
Все братья — Арсений (1818—1898), Пётр (1820—1896), Андрей (1826—1903) и Феофан (1828—1888) — получали одинаковое образование: в Богуславском духовном училище, Киевской духовной семинарии и Киевской духовной академии. Начал преподавать 31 января 1846 года в Кишинёвской духовной семинарии.
С 1851 года стал служить в военном ведомстве, где занимал различные должности: старшего редактора кодификационной комиссии, члена военно-кодификационного комитета (с 1875); с 1889 по 1894 гг. — помощник управляющего кодификационным отделом Военного совета. Лебединцев принимал участие в разрешении различных вопросов законодательного характера, касавшихся военного ведомства, в разработке положения о всеобщей воинской повинности и др.
Действительный статский советник с 1870 года, тайный советник с 1879 года.
Совместно с Костомаровым он совершил поездку на Валаам. С Костомаровым и Тарасом Шевченко Лебединцев вёл переписку.
В «Русской старине» он печатал статьи исторического характера и воспоминания.
Умер 13 (25) марта 1897 года в Санкт-Петербурге.

## Награды
- орден Св. Анны 2-й ст.
- орден Св. Владимира 3-й ст. (1867)
- орден Св. Станислава 1-й ст. (1873)
- орден Св. Анны 1-й ст. (1876)
- орден Белого орла